# 사영 공간
수학에서 사영 공간(射影空間, 영어: projective space)은 벡터 공간의 원점을 지나는 직선들의 집합이다. 평행선들이 만나는 장소인 무한원직선이나 무한원평면 등의 개념을 엄밀히 다루기 위해 만들어진 개념이다. 사영 공간의 기하학을 다루는 학문인 사영기하학은 현대 대수기하학의 기초가 되었으며, 사영 공간 및 이를 확장한 개념인 그라스만 다양체와 깃발 다양체는 위상수학, 리 군론, 대수군론 및 이 대상들의 표현론에서 중요한 역할을 한다.

## 정의
음이 아닌 정수 {\displaystyle n\in \mathbb {N} }이 주어졌다고 하자.
정수 계수의 {\displaystyle n}차원 사영 공간 {\displaystyle \mathbb {P} _{\mathbb {Z} }^{n}}은 다음과 같다.
{\displaystyle \mathbb {P} _{\mathbb {Z} }^{n}=\operatorname {Proj} \mathbb {Z} [x_{0},x_{1},\dots ,x_{n}]}
여기서 {\displaystyle \mathbb {Z} [x_{0},x_{1},\dots ,x_{n}]}은 (등급환인) 정수 계수 다항식환이며, {\displaystyle \operatorname {Proj} }는 사영 스펙트럼이다.
임의의 스킴 {\displaystyle X}에 대하여, {\displaystyle X} 좌표의 {\displaystyle n}차원 사영 공간 {\displaystyle \mathbb {P} _{X}^{n}}은 다음과 같다.
{\displaystyle \mathbb {P} _{X}^{n}=\mathbb {P} _{\mathbb {Z} }^{n}\times X}
여기서 {\displaystyle \times }는 스킴의 범주의 곱을 뜻한다.
만약 {\displaystyle R}가 가환환이라면, 다음이 성립한다.
{\displaystyle \mathbb {P} _{\operatorname {Spec} R}^{n}=\operatorname {Proj} R[x_{0},x_{1},\dotsc ,x_{n}]}
{\displaystyle K}가 대수적으로 닫힌 체라고 하자. 그렇다면, {\displaystyle \mathbb {P} _{K}^{n}}의 닫힌 점들은 다음과 같이 구체적으로 정의할 수 있다. {\displaystyle K^{n+1}\setminus \{(0,0,\dots ,0)\}}에 다음과 같은 동치 관계를 주자.
{\displaystyle (a_{0},a_{1},\dots ,a_{n})\sim (\lambda a_{0},\lambda a_{1},\dots ,\lambda a_{n})\qquad \forall \lambda \in K^{\times }}
그렇다면 {\displaystyle \mathbb {P} _{K}^{n}}의 닫힌 점들은 동치류 집합 {\displaystyle (K^{n+1}\setminus \{(0,0,\dots ,0)\})/{\sim }}에 대응한다. 이 경우, {\displaystyle (a_{0},\dots ,a_{n})}을 동차좌표라고 한다.

## 성질
임의의 스킴 {\displaystyle S}에 대하여, 다음과 같은 표준적인 닫힌 몰입이 존재하며, 이를 세그레 사상(영어: Segre morphism)이라고 한다.
{\displaystyle \mathbb {P} _{S}^{m}\times _{S}\mathbb {P} ^{n}\to \mathbb {P} _{S}^{(m+1)(n+1)-1}}
{\displaystyle S} 위의 세그레 사상은 물론 (정수환 계수의) 절대적 세그레 사상의 올곱이다.
{\displaystyle \mathbb {P} _{\mathbb {Z} }^{m}\times \mathbb {P} _{\mathbb {Z} }^{n}\to \mathbb {P} _{\mathbb {Z} }^{(m+1)(n+1)-1}}
구체적으로, 이는 동차 좌표에 대하여 다음과 같이 정의된다.
{\displaystyle \left([x_{0}:x_{1}:\dotsb :x_{m}],[y_{0}:y_{1}:\dotsb :y_{n}]\right)\mapsto [x_{0}y_{0}:x_{0}y_{1}:\dotsb :x_{0}y_{n}:x_{1}y_{0}:x_{1}y_{1}:\dotsb :x_{m}y_{n}]}
즉, 사영 사상
{\displaystyle \pi _{1}\colon \mathbb {P} _{\mathbb {Z} }^{m}\times \mathbb {P} _{\mathbb {Z} }^{n}\to \mathbb {P} _{\mathbb {Z} }^{m}}
{\displaystyle \pi _{2}\colon \mathbb {P} _{\mathbb {Z} }^{m}\times \mathbb {P} _{\mathbb {Z} }^{n}\to \mathbb {P} _{\mathbb {Z} }^{n}}
을 생각하면, 가역층
{\displaystyle \pi _{1}^{*}{\mathcal {O}}_{\mathbb {P} _{\mathbb {Z} }^{m}}(1)\otimes \pi _{2}^{*}{\mathcal {O}}_{\mathbb {P} _{\mathbb {Z} }^{n}}(1)}
을 취할 수 있으며, 이 가역층은 위와 같이 {\displaystyle (m+1)(n+1)}개의 단면 {\displaystyle x_{i}y_{j}} ({\displaystyle i\in \{0,\dotsc ,m\},j\in \{0,\dotsc ,n\}})을 가지며, 이는 사영 공간 {\displaystyle \mathbb {P} _{\mathbb {Z} }^{(m+1)(n+1)-1}}로의 사상을 정의한다.
이를 통해, 사영 대수다양체의 곱이 사영 대수다양체임을 보일 수 있다.

## 예
1차원 복소수 사영 공간 {\displaystyle \mathbb {P} _{\mathbb {C} }^{1}}은 복소다양체로 여겼을 때 리만 구가 된다.

## 역사
세그레 사상은 코라도 세그레가 발견하였다.

## 같이 보기
- 사영 스펙트럼
- 아핀 공간
- 사영 대수다양체
- 유리 다양체